# Zababdeh
Zababdé (en árabe زبابدة), es una pequeña ciudad de Cisjordania bajo la Autoridad palestina. Su población es en dos-tercios cristiana y el alcalde tiene que ser obligadamente cristiano por ley. Contaba una población de 3 665 habitantes en 2007. Se encuentra a 15 kilómetros al sudeste de Yenín y a 2 kilómetros de la universidad árabe estadounidense de Yenín. Su territorio se extiende sobre una superficie de 5 719 dunams, tres cuartas parte del mismo está recubierto por olivos e higueras.